# Dolores Redondo
Dolores Redondo Meira (San Sebastián, 1º febbraio 1969) è una scrittrice spagnola.

## Biografia
Nata a San Sebastián nel 1969, prima di intraprendere la carriera di scrittrice ha studiato legge (senza laurearsi) e ha lavorato per alcuni anni nella gastronomia.
Dopo avere scritto racconti e narrativa per l'infanzia, ha pubblicato il suo primo romanzo Los privilegios del ángel nel 2009, ma è grazie alla Trilogia Baztán, tradotta in quindici lingue e ispirata a un delitto avvenuto realmente a Lesaka nel 1981, che ha raggiunto il successo vendendo in Spagna 1 300 000 copie.
Nel 2016 ha vinto il Premio Planeta e nel 2018 il 66º Premio Bancarella col romanzo Tutto questo ti darò.
Il guardiano invisibile è stato portato sullo schermo dal produttore tedesco Peter Nadermann, già responsabile della Trilogia Millennium. Da Inciso nelle ossa (Legado en los huesos)  è stato realizzato il film omonimo del 2019 diretto da Fernando González Molina, secondo film della Trilogia del Baztán, seguito nel 2020 da Offerta alla tormenta a completamento della versione cinematografica della trilogia.

## Opere

### Trilogia Baztán
- Il guardiano invisibile (El guardián invisible, 2013), Milano, Feltrinelli, 2013 ISBN 978-88-07-01928-9. - Nuova ed. Milano, Salani, 2015 ISBN 978-88-6918-128-3 - Nuova ed. Milano, Tea, 2017 ISBN 978-88-502-4590-1.
- Inciso nelle ossa (Legado en los huesos, 2013), Milano, Salani, 2016 ISBN 978-88-6918-129-0.
- Offerta alla tormenta (Ofrenda a la tormenta, 2014), Milano, Salani, 2019 ISBN 978-88-6918-130-6.

### Altri romanzi
- Los privilegios del ángel (2009)
- Tutto questo ti darò (Todo esto te daré) (2016), Milano, DeA Planeta, 2017 ISBN 978-88-511-5327-4.
- Il lato nord del cuore (La cara norte del corazón, 2019), Milano, DeA Planeta, 2019, prequel della Trilogia Baztán, ISBN 978-88-511-7702-7
- Esperando al diluvio (2022)

## Filmografia
- Il guardiano invisibile (El guardián invisible), regia di Fernando González Molina (2017) (soggetto)
- Inciso nelle ossa (Legado en los huesos), regia di Fernando González Molina (2019, distribuito da Netflix nel 2020) (soggetto)
- Offerta alla tormenta (Ofrenda a la tormenta), regia di Fernando González Molina (2020, distribuito da Netflix nel 2020) (soggetto)

## Premi e riconoscimenti
- Premio Planeta 2016 per Todo esto te daré[6]
- Premio Bancarella 2018 per Tutto questo ti darò[7]